# Schweizer Meisterschaften im Skispringen 2019

Logo von Swiss-Ski

Die Schweizer Meisterschaften im Skispringen 2019 fanden am 12. und 13. Oktober 2019 im französischen Chaux-Neuve statt. Die Wettbewerbe wurden auf den Schanzen des Skisprungstadions Stade de la Côte Feuillée ausgetragen. Wettkampfleiter war Sylvain Freiholz, Cheftrainer Ronny Hornschuh. Killian Peier wurde zum vierten Mal in Folge Schweizer Meister.

## Programm und Zeitplan
Das Programm der Meisterschaften wurde auf drei Tage aufgeteilt.
| Datum            | Uhrzeit      | Ereignis                                 |
| ---------------- | ------------ | ---------------------------------------- |
| Fr., 11. Oktober | 10:00        | Freies Training                          |
| Fr., 11. Oktober | 20:00        | Mannschaftsführersitzung                 |
| Fr., 11. Oktober | 21:00        | Coachtreff Damen Skispringen             |
| Sa., 12. Oktober | 09:00        | Offizielles Training (Frauen & U16)      |
| Sa., 12. Oktober | 10:00        | Offizielles Training (Männer & Junioren) |
| Sa., 12. Oktober | 11:30        | Probedurchgang (Frauen & U16)            |
| Sa., 12. Oktober | 12:00        | 1. Durchgang (Frauen & U16)              |
| Sa., 12. Oktober | anschließend | Finaldurchgang                           |
| Sa., 12. Oktober | 15:00        | Probedurchgang (Männer & Junioren)       |
| Sa., 12. Oktober | 15:30        | 1. Durchgang (Männer & Junioren)         |
| Sa., 12. Oktober | anschließend | Finaldurchgang                           |
| Sa., 12. Oktober | 20:00        | Rangverkündigung                         |
| So., 13. Oktober | 09:00        | Probesprung                              |
| So., 13. Oktober | 09:45        | 1. Durchgang (Team)                      |
| So., 13. Oktober | anschließend | Finaldurchgang                           |
| So., 13. Oktober | anschließend | Rangverkündigung                         |

## Ergebnisse

### Männer

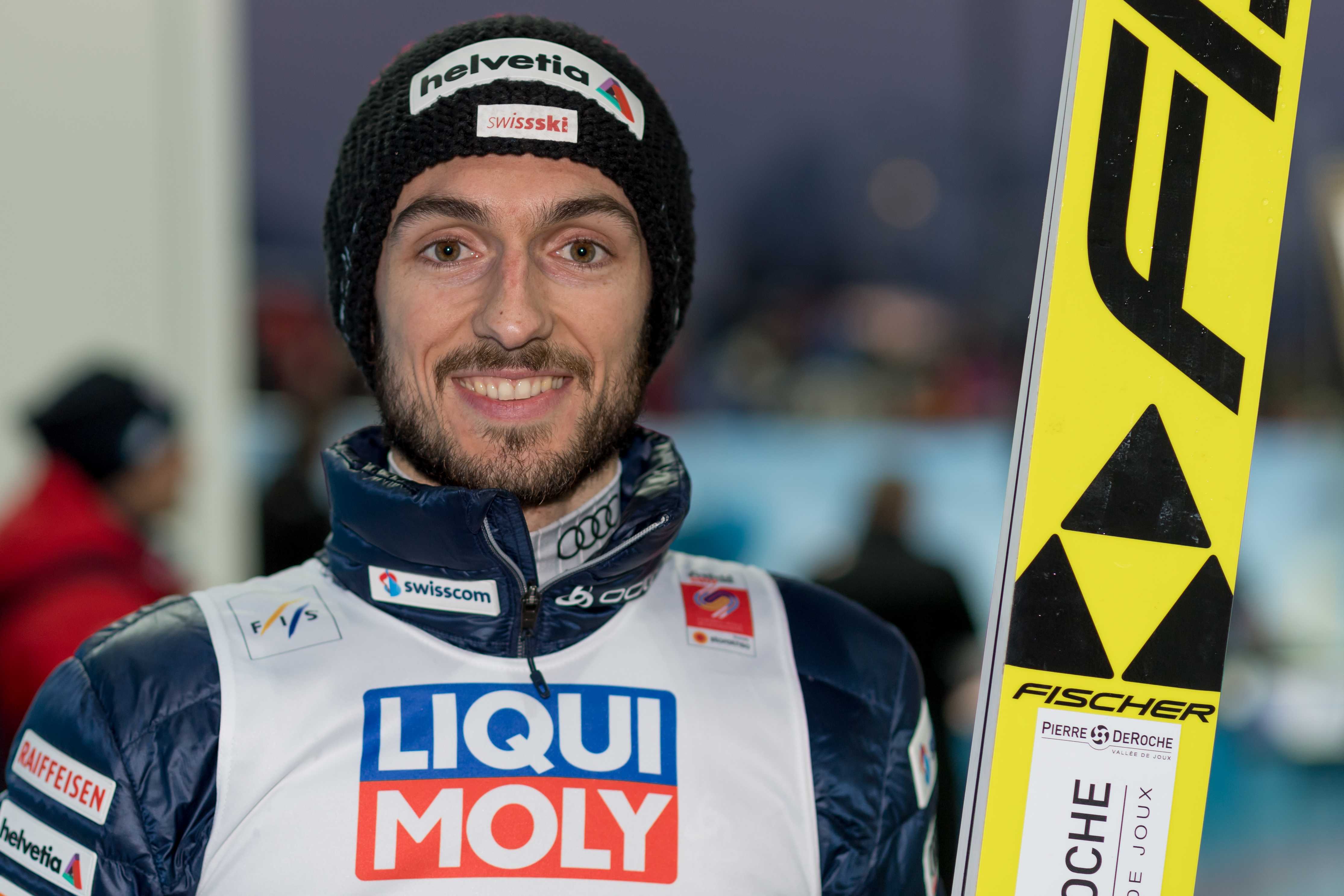
Killian Peier – Schweizer Meister 2019

Das Meisterschaftsspringen der sogenannten Elite fand auf der Grossschanze (HS 118) im Jura-Gebirge statt. Killian Peier zeigte im ersten Durchgang den weitesten Sprung und wurde erneut Schweizer Meister. Der weiteste Satz des Wettkampfes gelang hingegen Gregor Deschwanden mit 115,0 Metern. Es nahmen 24 Athleten am Wettbewerb teil.
| Platz | Name               | Verein             | Weite 1 | Weite 2 | Punkte |
| ----- | ------------------ | ------------------ | ------- | ------- | ------ |
| 01.   | Killian Peier      | SC Vallée de Joux  | 111,0   | 112,5   | 247,2  |
| 02.   | Simon Ammann       | SSC Toggenburg     | 107,0   | 109,5   | 227,6  |
| 03.   | Gregor Deschwanden | SC Horw            | 107,0   | 115,0   | 224,5  |
| 04.   | Gabriel Karlen     | SC Gstaad          | 108,0   | 112,0   | 222,4  |
| 05.   | Sandro Hauswirth   | SC Gstaad          | 102,5   | 110,5   | 208,3  |
| 06.   | Dominik Peter      | SC Am Bachtel Wald | 103,5   | 106,5   | 202,4  |
| 07.   | Andreas Schuler    | SC Einsiedeln      | 101,5   | 109,0   | 202,3  |
| 08.   | Lars Kindlimann    | SC Am Bachtel Wald | 095,5   | 099,0   | 171,0  |
| 09.   | Matia Galiani      | SC Gardena         | 094,5   | 100,0   | 159,9  |
| 10.   | Daniel Moroder     | SC Gardena         | 102,5   | 092,0   | 158,9  |

### Frauen
Das Meisterschaftsspringen der Frauen fand auf der Mittelschanze (HS 64) statt.
| Platz | Name           | Verein             | Weite 1 | Weite 2 | Punkte |
| ----- | -------------- | ------------------ | ------- | ------- | ------ |
| 01.   | Emely Torazza  | SC Riedern         | 055,0   | 055,5   | 214,4  |
| 02.   | Rea Kindlimann | SC Am Bachtel Wald | 056,0   | 056,0   | 208,0  |
| 03.   | Sina Arnet     | SC Einsiedeln      | 054,5   | 051,5   | 205,6  |
| 04.   | Celina Wasser  | SC Am Bachtel Wald | 052,5   | 049,0   | 191,8  |
| 05.   | Nora Gutknecht | SC Am Bachtel Wald | 052,0   | 051,5   | 191,6  |
| 06.   | Simone Buff    | SC Einsiedeln      | 048,0   | 048,0   | 170,1  |
| 07.   | Lea Näpflin    | SC Kandersteg      | DSQ     | 051,5   | 096,2  |
| 08.   | Ida Clare      | SC Kandersteg      | 033,0   | 032,0   | 085,7  |

### Junioren
Das Meisterschaftsspringen der Junioren fand auf der Grossschanze (HS 118) statt und war in das der Männer integriert.
| Platz | Name              | Verein                     | Weite 1 | Weite 2 | Punkte |
| ----- | ----------------- | -------------------------- | ------- | ------- | ------ |
| 01.   | Sandro Hauswirth  | SC Gstaad                  | 102,5   | 110,5   | 208,3  |
| 02.   | Dominik Peter     | SC Am Bachtel Wald         | 103,5   | 106,5   | 202,4  |
| 03.   | Lars Kindlimann   | SC Am Bachtel Wald         | 095,5   | 099,0   | 171,0  |
| 04.   | Yanick Wasser     | SC Einsiedeln              | 091,0   | 094,5   | 150,8  |
| 05.   | Lean Niederberger | SC Bannalp-Wolfenschiessen | 088,5   | 095,0   | 147,7  |
| 06.   | Olan Lacroix      | SC Les Diablerets          | 084,5   | 095,5   | 140,9  |
| 07.   | Pascal Müller     | SC Einsiedeln              | 085,0   | 094,0   | 138,6  |
| 08.   | Remo Imhof        | SC Einsiedeln              | 092,0   | 086,0   | 135,8  |
| 09.   | Noah Camenzind    | SC Einsiedeln              | 077,0   | 083,0   | 101,4  |
| 10.   | Felix Trunz       | SC Am Bachtel Wald         | 077,0   | 085,5   | 092,6  |

### U16-Jugend
Das Meisterschaftsspringen der U-16-Jugend fand auf der Mittelschanze (HS 64) statt.
| Platz | Name          | Verein             | Weite 1 | Weite 2 | Punkte |
| ----- | ------------- | ------------------ | ------- | ------- | ------ |
| 01.   | Yanick Wasser | SC Einsiedeln      | 058,5   | 057,5   | 232,6  |
| 02.   | Felix Trunz   | SC Am Bachtel Wald | 056,0   | 056,0   | 222,5  |
| 03.   | Marius Sieber | SC Am Bachtel Wald | 054,0   | 054,0   | 208,4  |

### Team Männer
Das Teamspringen fand am Sonntag, dem 13. Oktober 2019, auf der Grossschanze (HS 118) statt. Es gingen vier Teams an den Start.
| Platz | Team                             | Namen                                                          | Weite 1                 | Weite 2                 | Punkte |
| ----- | -------------------------------- | -------------------------------------------------------------- | ----------------------- | ----------------------- | ------ |
| 01.   | Zürcher Skiverband I             | Dominik Peter Yanick Wasser Lars Kindlimann Andreas Schuler    | 106,0 108,0 104,0 102,5 | 106,0 105,0 104,5 092,0 | 839,5  |
| 02.   | Berner Oberländischer Skiverband | Kevin Romang Luca von Grünigen Sandro Hauswirth Gabriel Karlen | 080,0 106,0 110,0 106,5 | 077,0 100,0 111,0 107,0 | 777,6  |
| 03.   | Ski Romand                       | Janne Perini Marti Deltell Olan Lacroix Killian Peier          | 092,5 085,5 101,5 110,5 | 097,5 080,0 100,5 107,0 | 739,5  |
| 04.   | Zürcher Skiverband II            | Remo Imhof Marius Sieber Pascal Müller Noah Camenzind          | 097,5 088,0 097,0 078,0 | 097,0 089,0 102,0 077,0 | 635,5  |